# Eucarta curiosa
Eucarta curiosa är en fjärilsart som beskrevs av Max Wilhelm Karl Draudt 1950. Eucarta curiosa ingår i släktet Eucarta och familjen nattflyn. Inga underarter finns listade i Catalogue of Life.